# Кабал (Mortal Kombat)
Кабал (англ. Kabal) - персонаж серії Mortal Kombat, що з'явився в Mortal Kombat 3. Під час свого дебюту він був представлений як колишній член клану Чорний Дракон і обраний воїн, чиє обличчя було знівечене під час атаки загону винищувачів Шао Кана. Після великої перерви Кабал повернувся в шостій грі серії - Mortal Kombat: Deception. У цій грі він створює новий клан Чорний Дракон, відданий ідеалам хаосу, які були закладені в Кабала кліриком Хаосу Хавіком.

## Біографія
Колись член клану Чорний Дракон, Кабал кинув свою злочинну життя і поставив свої бойові навички для більш позитивних цілей. Він приєднався до Нью-Йоркської міської поліції, щоб боротися зі злочинним елементом, якому він колись служив. Цей перехід допоміг полегшити біль від похмурих спогадів. Але коли Нью-Йорк зазнав вторгнення, він пройшов ще одну трансформацію - ту яка вразить його фізично. Тяжко поранений в бою, він назавжди приречений носити підтримуючу життя систему.

## Спецприйоми та Добиваня
Ривок кочівника: Кабал пробігає повз супротивника на дуже високій швидкості, розкручуючи його. (MK3, UMK3, MKT, MKD, MKA, MK (2011)
Циркулярна пила:Кабал кидає по землі свої мечі-гаки, які збивають супротивника з ніг. (MK3, UMK3, MKT, MK (2011)
Удар торнадо: Кабал завдає удар мечами-крюками перед собою.

### Добиваня
Крутизна: Кабал засаджує мечі-гаки в тіло супротивника і вириває йому нутрощі. Потім він встромляє мечі-гаки в землю і противник падає на них. (MK (2011)
Ураган: Кабал розкручує противника, потім дістає гак-меч і проводить їм по обертаючому ворогові, розрізаючи його на частини. (MKD)
Страшне лице: Кабал знімає з лица маску и кричить, спочатку в бік екранах - на гравця, потім в сторону противника. Від переляку душа противника тікає з его тела. (MK3, UMK3, MKT)

## Поява в інших медіа

### Телебачення
Кабал з'являвся в одному з епізодів анімаційного серіалу Смертельна битва: Захисники Землі. У ньому він зрадив Кано і клан Чорний Дракон і подружився з Сонею, після того, як вона висловила свою відразу до упередженням з якими стикався Кабал через свого знівеченої особи.

### Фільми
Кабал побіжно згадується в другому фільмі Смертельна битва: Знищення, як один з воїнів, убитих Рейном.